# Champdeniers-Saint-Denis

Champdeniers-Saint-Denis este o comună în departamentul Deux-Sèvres, Franța. În 2009 avea o populație de 1,664 de locuitori.